# 沙县站
沙县站位于福建省三明市沙县凤岗街道，为鹰厦铁路上一个已撤销的车站，撤销前系由南昌铁路局永安车务段管理的四等站。车站距鹰潭站334公里，距厦门站360公里。

## 历史
沙县站建于1956年，1958年1月1日投入运营，设有一座木头瓦片站房。1970年代末，车站对站房进行重建；1980年代末对车站上下行区间进行电气化改造。1980年代车站客货运需求不断增加，每日有80多趟货运列车停靠，当地人也通过车站前往全中国各地做小吃生意。1990年代为缓解火车通行压力，铁路部门在沙县境内增加了高砂、涌溪两个五等小站。
1997年起，车站货运量因受到公路运输的发展不断减少。车站于2013年9月27日起因同位于沙县境内的三明北站开通而停止办理客运业务，仅办理办理整车货物发到业务。在停办客运之前，沙县站每日接发50多趟客货车，其中6对为客车。2010年来，受到经济下行影响，车站货运量亦愈发减少，车站货场沦为篮球场。
因鹰厦铁路穿过沙县市中心导致道路交通不便且造成安全隐患，沙县政府2014年决定将铁路沙县段改线，经由三明北站过境，同时在车站附近新建工业园区以期望刺激新的经济振奋点。2017年年底，鹰厦铁路沙县改线工程完工。车站于2017年10月28日停办货运业务，并于2017年12月13日关闭，货运功能转至三明北站鹰厦场。

## 车站结构

### 站场

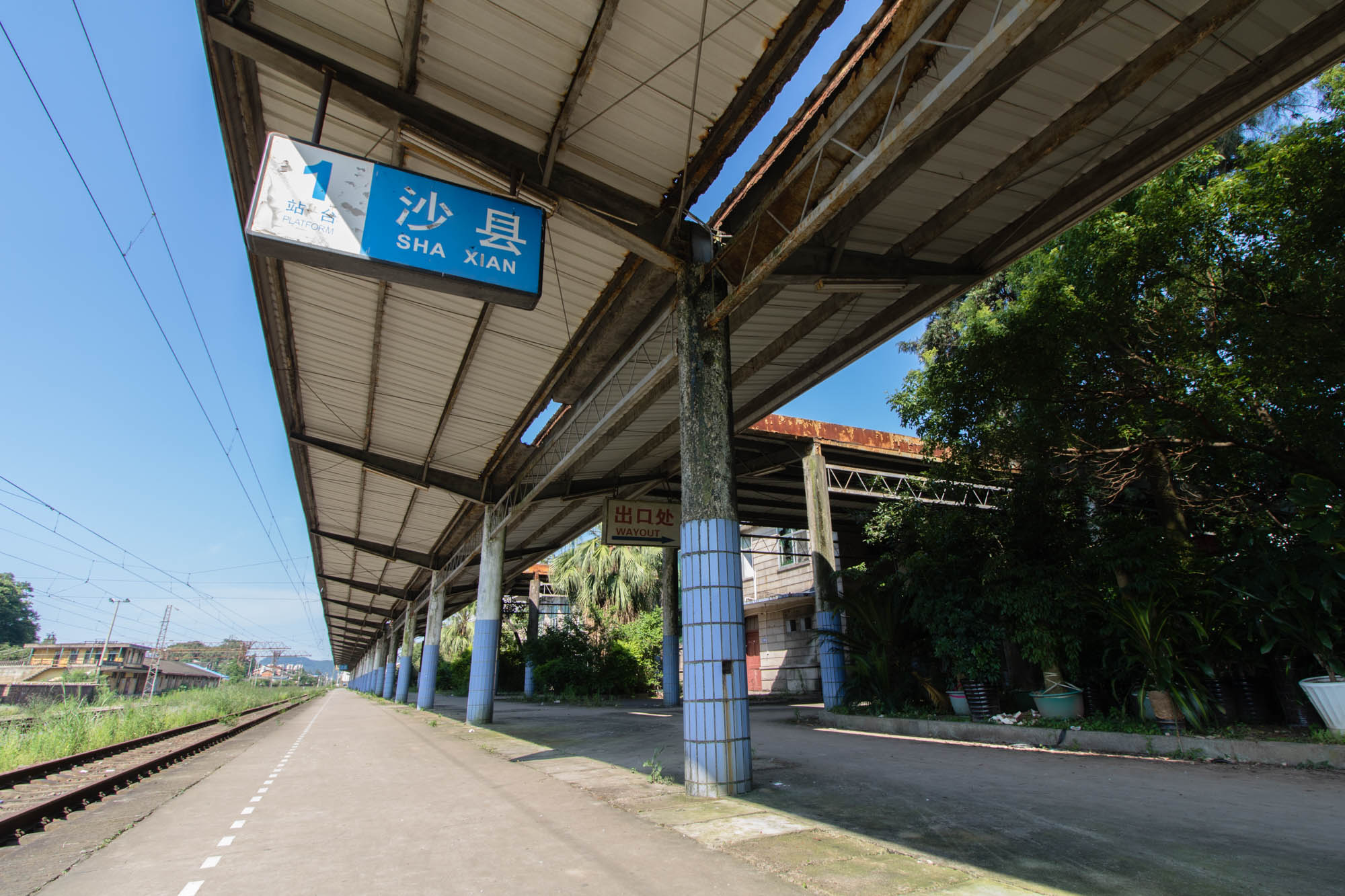
已经废弃的沙县站1号站台（2019年6月）

沙县站在关闭前设有4条股道和一座侧式站台。站场北侧为车站货场，办理零散货物快运业务，并设有通往鹰潭工务机械段沙县采石车间和三联化工股份有限公司的专用线。
| 侧线     | 鹰厦铁路 列车 |
| 侧线     | 鹰厦铁路 列车 |
| 正线     | 鹰厦铁路 列车 |
| 1站台    | 鹰厦铁路 列车 |
| 侧式站台 |               |

## 未来发展

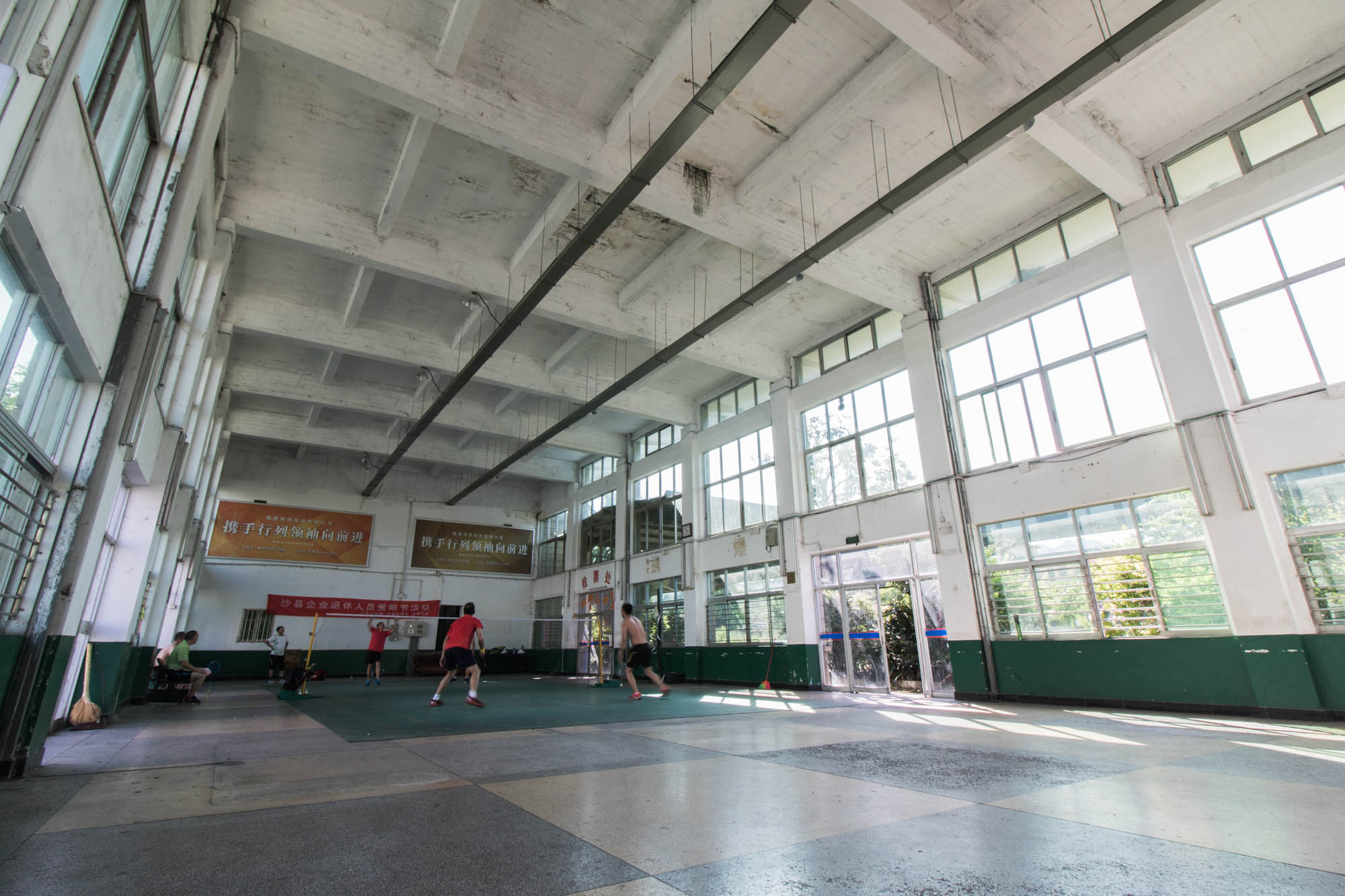
被暂时作为社区活动中心使用的站房（2019年6月）

车站停运后，对于原址的再开发尚未有定论，部分沙县市民希望车站原址可以保留并开发成沙县的“高线公园”。当地政协委员林域生在向政府提交的保护议案亦希望对车站进行改造，成为沙县市民对这座城市工业文明的“集体记忆”。
2018年12月，沙县政府发布《沙县鹰厦铁路公园（金陵路—沙溪）景观方案》并征求公众意见。铁路公园于2020年10月正式开工建设，于同年12月8日建成运营一期路段，观光火车的运行区间为建国路至长兴路。